# Świdno (gromada)
Świdno (do 30 XII 1961 Michałowice) – dawna gromada, czyli najmniejsza jednostka podziału terytorialnego Polskiej Rzeczypospolitej Ludowej w latach 1954–1972.
Gromady, z gromadzkimi radami narodowymi (GRN) jako organami władzy najniższego stopnia na wsi, funkcjonowały od reformy reorganizującej administrację wiejską przeprowadzonej jesienią 1954 do momentu ich zniesienia z dniem 1 stycznia 1973, tym samym wypierając organizację gminną w latach 1954–1972.
Gromadę Świdno z siedzibą GRN w Świdnie utworzono 31 grudnia 1961 w powiecie grójeckim w woj. warszawskim w związku z przeniesieniem siedziby GRN gromady Michałowice z Michałowic do Świdna i zmianą nazwy jednostki na gromada Świdno; równocześnie, do nowo utworzonej gromady Świdno włączono obszar zniesionej gromady Borowe w tymże powiecie.
31 grudnia 1962 do gromady Świdno przyłączono wieś Ługowice z gromady Mogielnica w tymże powiecie.
Gromada przetrwała do końca 1972 roku, czyli do kolejnej reformy gminnej.